# Herbert Tucholski
Herbert Tucholski (* 21. Juni 1896 in Konitz/Chojnice in Westpreußen; † 29. März 1984 in Berlin) war ein deutscher Maler, Grafiker und Publizist.

## Leben
Tucholski war der Sohn eines früh verstorbenen Zollsekretärs. Er studierte von 1913 bis 1915 an der Unterrichtsanstalt des Königliches Kunstgewerbemuseums Berlin, insbesondere Glasmalerei und bei Ludwig Sütterlin Schrift. Von 1915 bis 1918 nahm er am Ersten Weltkrieg teil. Ab 1919 setzte er sein Studium fort, dann von 1920 bis 1925 an der Kunstakademie Dresden bei Richard Müller, Max Feldbauer und Ludwig von Hofmann. 1921 nahm er in Berlin erstmals an der Frühjahrsausstellung der Akademie der Künste teil. Von 1926 bis 1928 war er Hospitant an den Vereinigten Staatsschulen für freie und angewandte Kunst in Berlin. 1927 unternahm er seine erste Italienreise, auf der er in San Gimignano Paul Baum begegnete. 1928 reiste er nach Holland. 1929–1930 hielt er sich mit einem Stipendium in der Villa Romana in Florenz und an der Deutschen Akademie in der Villa Massimo in Rom auf. In Rom wurde er mit Hans Purrmann und Hans Wimmer bekannt. Nach seiner Rückkehr nach Berlin leitete er bis 1933 ein Jugendheim. Er erteilte Gitarrenunterricht und gründete Zirkel für bildende Kunst und Musik. Während dieser Zeit schuf er Aquarelle, Pastelle, Federzeichnungen und eine größere Anzahl von Holzschnitten.
1932 bezog er eine Wohnung in einer von Bruno Taut projektierten Siedlung im Stadtbezirk Prenzlauer Berg, in der er bis zu seinem Lebensende blieb. 1933 schloss er sich der Ateliergemeinschaft Klosterstraße an, wo er einen Arbeitsraum erhielt. Er war mit Hermann Blumenthal, Ludwig Kasper, Werner Gilles und Werner Heldt befreundet und besaß die Zuneigung von Käthe Kollwitz.
1937 wurden in der Nazi-Aktion „Entartete Kunst“ drei Druckgrafiken Tucholskis beschlagnahmt: aus der zu diesem Zeitpunkt in den Städtischen Kunstsammlungen Görlitz gastierenden Deutschen Graphikschau die Druckgrafiken „Berlin, am Westhafen“ und „Cartoza di Firenze“ und aus dem Museum Folkwang in Essen die Druckgrafik „Leba“. In dem NS-Inventar sind die Druckgrafiken als zerstört verzeichnet. 1942 besuchte Tucholski das letzte Mal Käthe Kollwitz. Er nahm bis 1945 als Soldat der Wehrmacht am Zweiten Weltkrieg teil.
Nach der Rückkehr aus der Kriegsgefangenschaft beteiligte er sich aktiv am kulturellen Neuaufbau in Berlin. Er war von 1946 bis 1950 maßgeblich an der Organisation von etwa fünfzig Kunstausstellungen in der Bücherstube Lowinsky in der Prenzlauer Allee beteiligt und arbeitete in der Galerie Anja Brehmer in Westberlin mit. Von 1954 bis 1959 förderte er Ausstellungen des neu eingerichteten Kollwitz-Kabinetts in der Käthe-Kollwitz-Straße.
Von 1957 bis 1959 war Tucholski Mentor für Grafik am Institut für bildende Kunst der DDR in Berlin. In dieser Zeit machte er erste Experimente mit Farbendruck und schuf er Monotypien. Von 1964 bis 1965 war er Künstlerischer Leiter der Zentralen Werkstätte für Grafik im VEH Moderne Kunst. 1964 wurde Tucholski zum Professor ernannt. Er schrieb gelegentlich Beiträge u. a. für Die Weltbühne und  Bildende Kunst.
Tucholski erkrankte 1982 an einem Augenleiden und wurde 1983 operiert.
Insbesondere in der Ostzone bzw. der DDR hatte Tucholski eine bedeutende Anzahl von Einzelausstellungen und Ausstellungsbeteiligungen, u. a. 1946, 1949 und 1958/1959 an der Allgemeinen Deutschen Kunstausstellung und der 2. und Vierten Deutschen Kunstausstellung in Dresden.
Werke Tucholskis befinden sich u. a. im Kupferstichkabinett Dresden, in der Berlinischen Galerie und im Stadtmuseum Berlin.

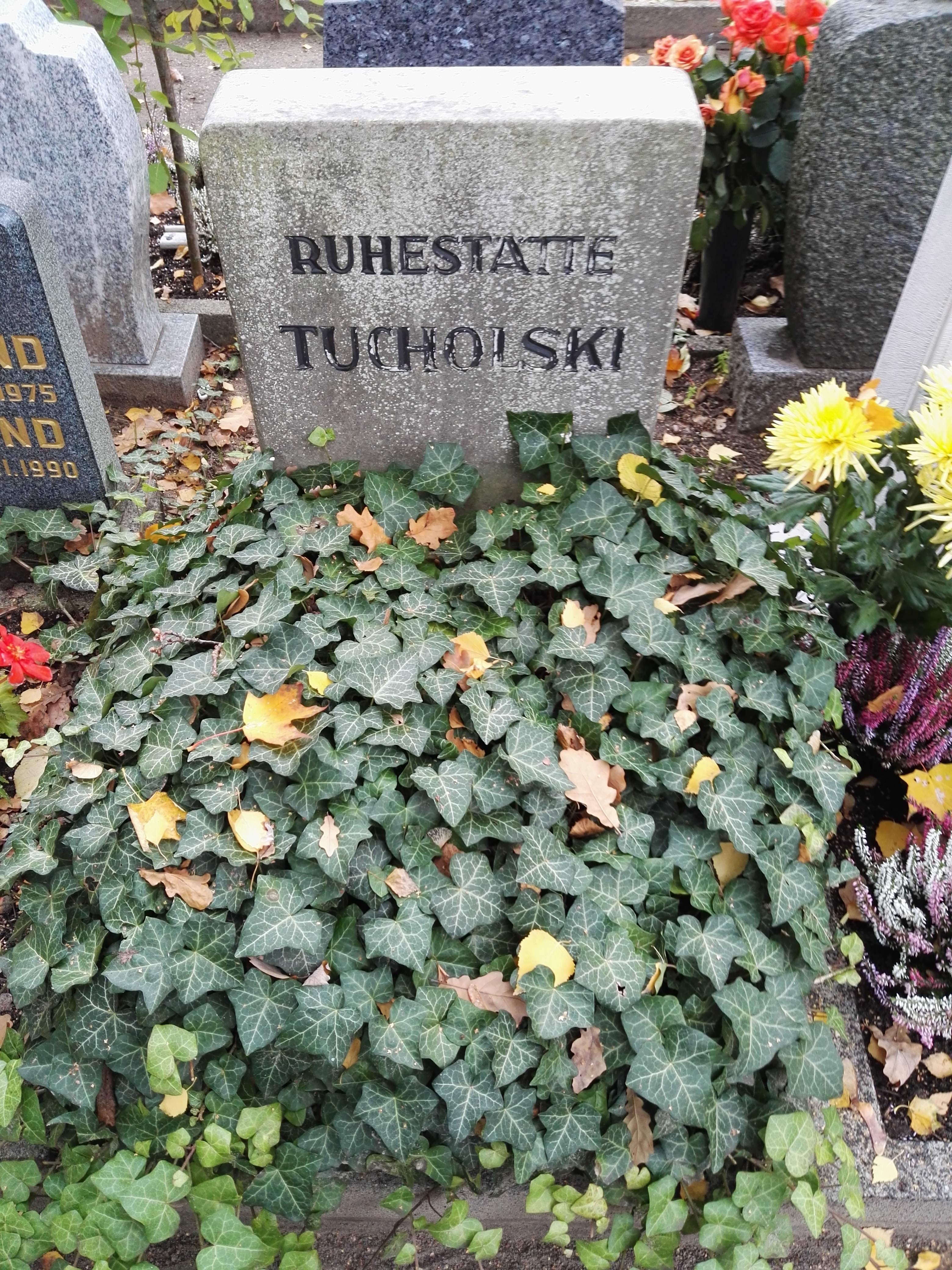
Grabstätte

Tucholski ist auf dem Friedhof der Dorotheenstädtischen und Friedrichswerderschen Gemeinden in Berlin-Mitte bestattet.
Sein Bruder war der Gitarrist Gerhard Tucholski.

## Ehrungen
- 1939: Rompreis der Deutschen Akademie Villa Massimo
- 1964: Käthe-Kollwitz-Preis
- 1977: Vaterländischer Verdienstorden in Bronze
- 1979: Nationalpreis der DDR II. Klasse für Kunst und Literatur

## Darstellung Tucholskis in der bildenden Kunst
- Hermann Blumenthal: Herbert Tucholski (Porträtbüste, Bronze, 1939; Nationalgalerie Berlin)[4]

## Fotografische Darstellung Tucholskis
- Christian Borchert: Der Maler Herbert Tucholski in seiner Wohnung (1977)[5]

## Publikationen
- Bilder und Menschen. Autobiographie (= Reclams Universal-Bibliothek. Bd. 1103). Hrsg. Klaus Werner. Verlag Philipp Reclam jun. Leipzig 1985.
- Bildfläche und Mass. VEB Verlag der Kunst, Dresden 1971.[6]